# Claude Turmes

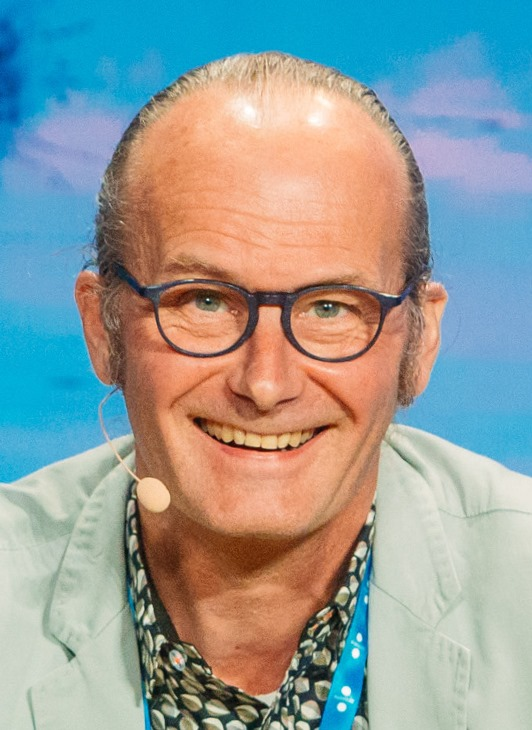
Claude Turmes (2017)

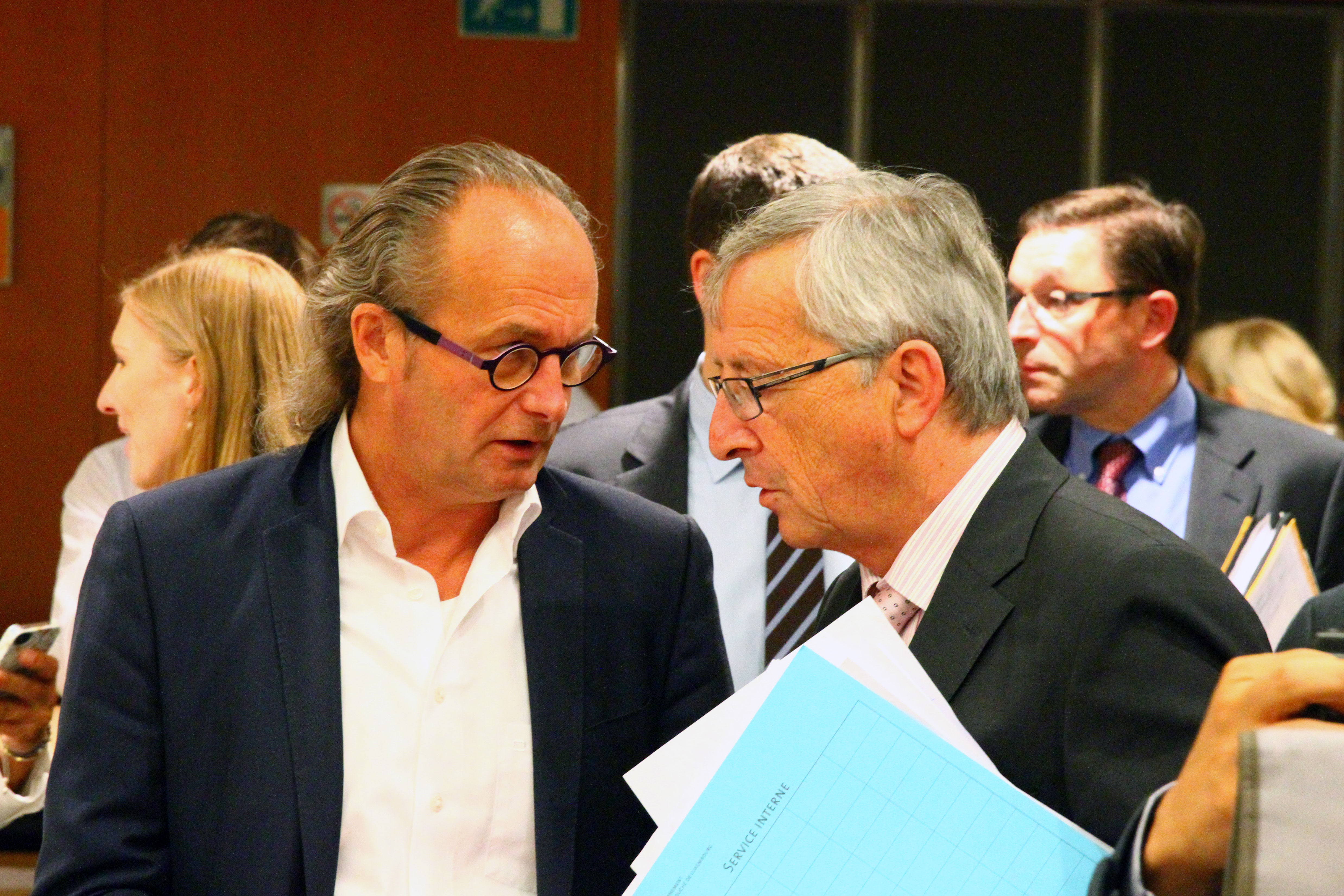
Turmes mit dem ehemaligen luxemburgischen Premierminister Jean-Claude Juncker (2014)

Claude Turmes (* 26. November 1960 in Diekirch)  ist ein luxemburgischer Politiker (Déi Gréng) und Energieminister in der Regierung Bettel II. Zuvor war er 19 Jahre lang Mitglied des Europäischen Parlaments und danach für sechs Monate Staatssekretär im luxemburgischen Umweltministerium.

## Leben
Nach dem Oberschulabschluss studierte Turmes in Louvain-la-Neuve Sporterziehung und war seit 1986 als Sportlehrer tätig.
Sein Interesse galt schon damals auch dem Umweltbereich. Seit 1989 war er in der Umweltschutzorganisation Mouvement écologique aktiv, 1995–1997 war er Sekretär des Dachverbandes Friends of the Earth Europe. Sein thematischer Schwerpunkt ist seit dieser Zeit die Energiepolitik. So war er zwischen 1995 und 1997 auch Vizepräsident der Nichtregierungsorganisation EUFORES, die sich für erneuerbare Energien in Europa einsetzt.
1999 wurde Claude Turmes erstmals für die luxemburgische grüne Partei Déi Gréng als einer von sechs Abgeordneten seines Landes in das Europäische Parlament gewählt. 2004, 2009 und 2014 gelang ihm jeweils die Wiederwahl. Ab 2002 war Turmes stellvertretender Vorsitzender der Fraktion Grüne-EFA und wurde in dieser Funktion 2004 und 2009 bestätigt. Er gehörte dem Parlamentsausschuss für Industrie, Forschung und Energie an und war energiepolitischer Koordinator seiner Fraktion.
In der Periode 2009 bis 2014 war Turmes Mitglied im Ausschuss für Industrie, Forschung und Energie und in der Delegation für die Beziehungen zu den Vereinigten Staaten.
Als Stellvertreter war er in der Delegation für die Beziehungen zu Japan und in der Delegation in der Parlamentarischen Versammlung Europa-Lateinamerika.
In der Legislaturperiode 2014–2019 saß Claude Turmes bis zum 19. Juni 2018 als Mitglied im Ausschuss für Industrie, Forschung und Energie (ITRE) und in der Delegation für die Beziehungen zu Indien. Als Stellvertreter war er im Ausschuss für Umweltfragen, öffentliche Gesundheit und Lebensmittelsicherheit (ENVI) und in der Delegation für die Beziehungen zu den Vereinigten Staaten.
Am 20. Juni 2018 wurde Turmes Staatssekretär im Umweltministerium des Großherzogtums, ehe er am 5. Dezember 2018 als Minister für Landesplanung und Energie im Kabinett Bettel von Großherzog Henri vereidigt wurde. Im EU-Parlament rückte für ihn Tilly Metz nach.
Am 8. Oktober 2023 wurde Turmes bei der Kammerwahl 2023 nicht erneut in die Abgeordnetenkammer gewählt.